# Xylocopa andica
Xylocopa andica là một loài Hymenoptera trong họ Apidae. Loài này được Enderlein mô tả khoa học năm 1913.